# العذيب (العراق)
العُذيب بضم أوله، تصغير العَذْب، وهو الماء الطيب، وهو ماء بين القادسية والمغيثة، وهو من منازل حاج الكوفة، وتقع على طريق الحج العراقي او الكوفي.
والعذيب وادٍ بظاهر الكوفة، قال معن بن أوس :
وهذه كلها مواضع متقاربة هنالك، وقال إبراهيم بن محمد عند شرحه لشعر أبي الطيب المتنبي، صدر هذا البيت عند قوله:
قال يريد العذيبة باسقاط الهاء (موضع في طريق مكة بين الجار ومكة)، وكذلك قال أبو الفتح في قول أبي الطيب المتقدم ذكره: يريد العذيبة فأسقط الهاء. قال الوحيد:لو أراد العذيبة ما صَلَحَ ان يقرن بها بارقاً، لبعد ما بينهما، وإنما أراد العُذيب الذي بظهر الكوفة، وبارق هناك أيضاً، وبالكوفة منشؤه.
والعذيب ماء بين القادسية والمغيثية، بينه وبين القادسية أربعة أميال، وإلى المغيثية أثنان وثلاثون ميلاً. وقيل هو وادٍ لبني تميم، وهو من منازل حاج الكوفة، وقيل هو السواد، وكانت فيه مسلحة للفرس بينها وبين القادسية حائطان متصلان، بينهما نخل وهي ستة أميال فاذا خرجت منه دخلت البادية ثم المغيثة، ووردت في مكاتبات عمر بن الخطاب الى سعد بن أبي وقاص وذكر فيها عذيب الهجانات و عذيب القوادس وهذا دليل على ان هناك عذيبين. ويقع العذيب على طريق الحاج العراقي بعد منارة أم القرون وقبل القادسية للقادم من مكة نحو الكوفة. والعذيب وادٍ مخصب عليه عمارة وحوله فلاة خصبة فيها مسرح للبصر.فيها مسرح للعيون وفرجة، وأُعلمنا ان بمقربة من العذيب بارقاً، وبعد العذيب تأتي الرحبة ثم القادسية فالنجف.